# Charles de Montigny
Pour les articles homonymes, voir Montigny.
Louis Charles Nicolas Maximilien de Montigny (Hambourg, 4 août 1805 - Gurgy, 14 septembre 1868) est un diplomate français en poste en Asie au milieu du XIXe siècle. Il est le premier consul français à Shanghai de janvier 1848 à juin 1853.

## Biographie
Charles de Montigny est né dans une famille d'ancienne bourgeoisie originaire du Berry, arrivée en Bretagne vers 1600 avec Julien de Montigny. Elle a donné notamment des échevins de Rennes et des médecins.
Né à Hambourg en 1805, ce fils de royaliste avait voyagé, jeune, en Espagne, puis en Grèce lors de la guerre d'indépendance. Entré au ministère de la Marine en 1831, il était chargé des subsistances. Il embarqua en 1844 sur La Sirène avec Théodore de Lagrené pour des négociations qui devaient aboutir au traité de Huangpu.
Nommé agent consulaire à Shanghai, il y débarque en 1848, précédé par quelques dizaines de commerçants anglais qui avaient obtenu une concession en 1845. Montigny ne trouve que peu de commerçants français, mais surtout des jésuites, composant l'essentiel de la petite communauté d'une trentaine de Français. Mais audacieux, et poussé par un commerçant français venu de Canton, il négocie avec le daotai Lin Kouei une concession comparable à celle des Britanniques, bien que plus modeste (66 hectares contre 199). L'accord est signé le 6 avril 1849. La concession ne cessera de s'agrandir durant les cent années qui suivent. Montigny revient en France en juin 1853 tout en conservant son poste de consul.
De juin 1856 à janvier 1857, il est l’envoyé de la France auprès du roi Mongkut de Siam, afin de rétablir les relations diplomatiques avec ce royaume, qui avaient été interrompues depuis Louis XIV. Un traité fut signé le 15 août 1856 pour faciliter le commerce, garantir la liberté religieuse et permettre l’accès des navires de guerre français à Bangkok. En revanche une mission identique auprès du roi du Cambodge Ang Duong échoua en octobre 1876.
Depuis le royaume de Siam, Montigny visita l'empire d'Annam en 1857 pour exiger l’établissement d’un consulat à Hué, capitale impériale dans l'Annam, ainsi que la liberté de commerce et d’évangélisation et l’arrêt des persécutions contre les catholiques. Cependant, la Cour de Hué rejeta toutes ses exigences. Après l'échec de la mission de Montigny, Napoléon III décida d’envoyer une force militaire de 3 000 hommes dans l'actuel Viêt Nam, ce qui mena à la prise de Tourane (aujourd'hui Da Nang) par Rigault de Genouilly le 1er septembre 1858 et à l’établissement d’un protectorat sur la Cochinchine.
Charles de Montigny rentre définitivement en France en juin 1859 où il meurt en 1868.

## Sources et références
1. ↑  Acte de décès à Gurgy, n° 16, vue 266/276.
2. ↑  Pierre-Marie Dioudonnat, Le-Simili-Nobiliaire-Français, éd. Sedopols, 201, p.586
3. ↑  Charles de Montigny.
4. ↑  [PDF] http://nizet-afe.typepad.fr/LSF24.pdf Charles de Montigny, pionnier de la présence française en Chine, par Charles Lagrange.
5. ↑  François Ponchaud, Brève histoire du Cambodge, Magellan & Cie 2014 p. 48

- (en) Cet article est partiellement ou en totalité issu de l’article de Wikipédia en anglais intitulé « Charles de Montigny » (voir la liste des auteurs).